# Contrarellotge individual
|  | Per a altres significats, vegeu «Contrarellotge». |

Una contrarellotge individual (CRI) és un tipus de cursa ciclista en què cada ciclista corre en solitari contra el rellotge. També hi ha contrarellotges en pista en què els ciclistes competeixen en velòdroms, i contrarellotges per equips. Les cronos també reben el nom de "la cursa de la veritat", ja que la victòria depèn únicament de la força, resistència i determinació de cada ciclista contra el rellotge.

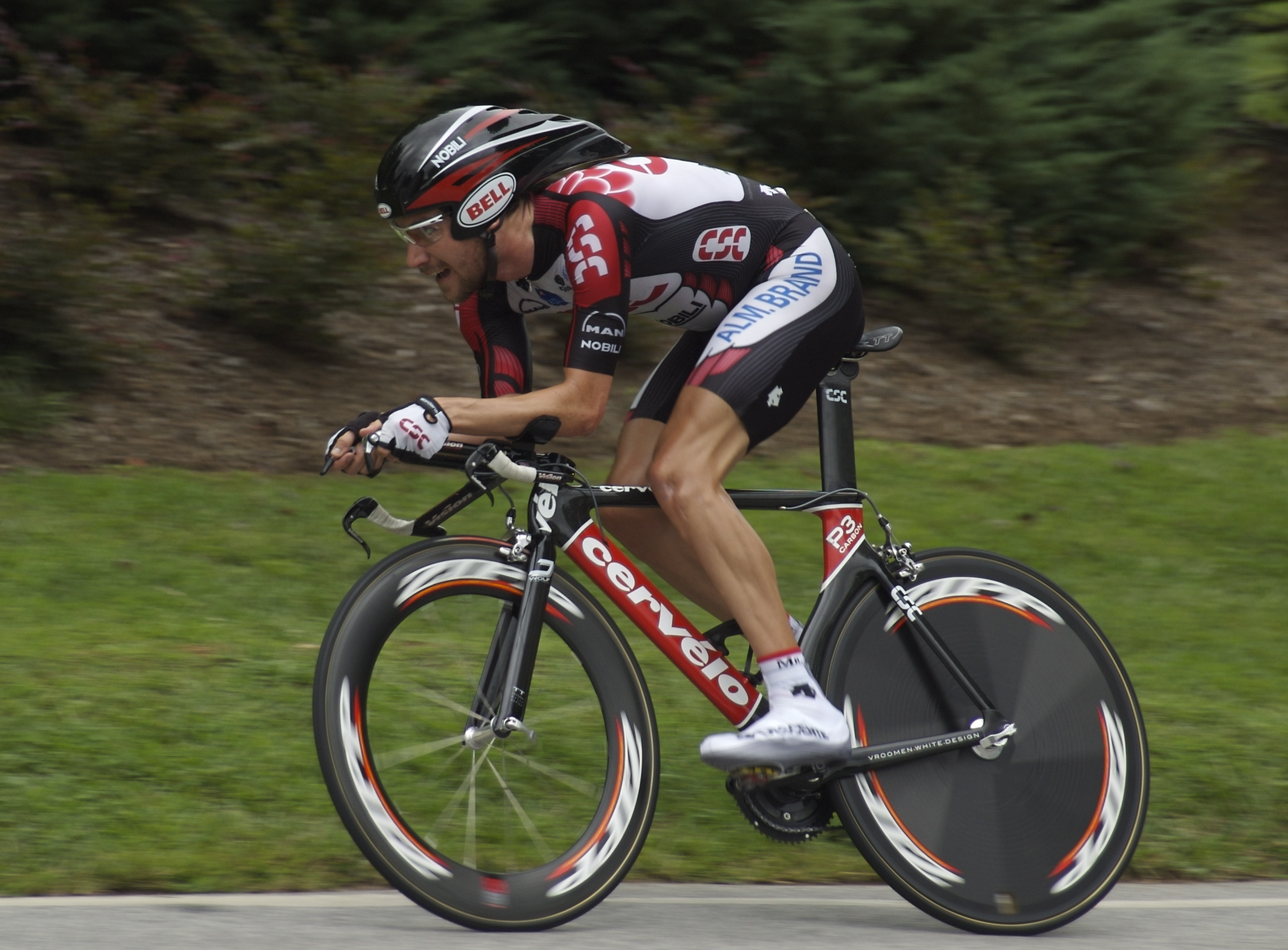
David Zabriskie amb una bicicleta de contrarellotge amb rodes lenticulars i manillar de triatleta.

Els ciclistes comencen a competir en intervals iguals, normalment un o dos minuts. L'ordre de sortida se sol basar en la classificació general quan es tracta d'una cursa per etapes, i el primer classificat surt l'últim. Començar més tard dona al ciclista l'avantatge de saber quin temps han marcat els rivals i poder córrer amb referències. Els ciclistes no poden aprofitar l'estela aerodinàmica dels altres, ni ajudar-se. El ciclista que inverteix menys temps a completar el recorregut és el guanyador.

## Tipus de contrarellotge
Una crono sol tenir lloc sobre un recorregut bastant pla. El campionat del món contrarellotge sempre se celebra en un recorregut d'aquest tipus, tot i que pot incloure alguna lleugera pujada que endureixi el recorregut. Tanmateix, també hi ha cronoescalades; es tracta de contrarellotges des del peu d'un port fins a la meta, normalment situada al cim.

## Contrarellotges en el ciclisme professional
Al nivell professional, els contrarellotgistes van sovint acompanyats per motocicletes (comissaris de la cursa o càmeres) i seguits per un cotxe del seu equip amb peces de recanvi, però els ciclistes no poden aprofitar l'estela dels vehicles. Les normes de les curses dicten una distància mínima darrere el ciclista que ha de mantenir el cotxe de l'equip, així com la distància mínima entre dos ciclistes perquè hi pugui anar un cotxe.
Les cronos individuals solen celebrar-se en curses per etapes com les grans voltes: van des de curts pròlegs de pocs quilòmetres fins a etapes cronometrades de més de seixanta quilòmetres, passant per les cronoescalades. Al Tour de França 1989, el guanyador Greg LeMond va aconseguir eixugar una diferència de cinquanta segons respecte al líder Laurent Fignon a l'última crono a París i va guanyar el Tour amb la diferència més curta de tots els temps: vuit segons. A principis dels anys 2000, la Volta a Espanya solia acabar amb una crono a Madrid, però últimament la contrarellotge s'ha celebrat el penúltim dia de la cursa.
El Gran Premi de les Nacions era una semiclàssica cronometrada. També hi ha el campionat del món contrarellotge una vegada a l'any, i la crono ciclista és una disciplina olímpica.
Molts dels grans campions en curses per etapes també destacaven en la contrarellotge, com per exemple Jacques Anquetil, Bernard Hinault, Greg LeMond, Miguel Indurain, Jan Ullrich o Lance Armstrong. Marco Pantani, guanyador del Tour de França 1998, és l'únic guanyador recent del Tour que no era bon contrarellotgista.

## Rendiment i tàctiques
Si un ciclista atrapa un rival, el ciclista doblat ha de deixar-se caure una distància determinada o mantenir una separació horitzontal de manera que no pugui tenir un avantatge aerodinàmic.
Un bon contrarellotgista ha de:
- produir un treball constant durant llargs períodes
- mantenir una freqüència cardíaca controlada durant llargs períodes
- tenir una cadència fluida i regular
- mantenir una posició molt aerodinàmica
- mentalitzar-se per treballar just per sota del llindar aeròbic fins a quasi el final del recorregut

Els novells solen cometre l'error de començar massa forts, reduir esforços a la meitat de la cursa per compensar, i adonar-se al final que no s'han esforçat prou durant la cursa.
A les contrarellotges s'usa sovint material especialitzat com bicicletes de contrarellotge, cascs fusiformes o manillars de triatleta.

## Contrarellotgistes destacats
| - Jacques Anquetil (difunt) - Lance Armstrong (retirat) - Chris Boardman (retirat) - Erik Breukink (retirat) - Fabian Cancellara - Viatxeslav Iekímov (retirat) - Tyler Hamilton (retirat) - Bernard Hinault (retirat) - Serhí Hontxar (retirat) - Thomas Dekker - Michael Rich (retirat) - Michael Rogers - Jan Ullrich (retirat) - Aleksandr Vinokúrov (retirat) - Abraham Olano (retirat) | - Miguel Indurain (retirat) - Vladímir Karpets - Floyd Landis (retirat) - Greg LeMond (retirat) - Eddy Merckx (retirat) - David Millar - Jens Voigt - Tony Martin - Bradley Wiggins - David Zabriskie - Sebastian Lang - Bobby Julich (retirat) - Melcior Mauri (retirat) - Graeme Obree (retirat) |